# Technisches Hilfswerk
La Bundesanstalt Technisches Hilfswerk (Agenzia federale soccorso tecnico, THW) è un'organizzazione per le situazioni d'emergenza controllata dal Governo federale tedesco. È composto in quasi tutta la sua totalità da volontari.

## Compiti
I compiti del THW sono descritti nella legge Helferrechtsgesetz che comprendono:
- soccorso tecnico in Germania dei civili
- soccorso tecnico o umanitario all'estero assegnati dal Governo
- soccorso tecnico e logistico delle altre organizzazioni tedesche, organizzazioni non governative e le altre autorità come i vigili del fuoco, polizia, autorità doganali

## Storia
Il Technisches Hilfswerk è stato fondato nel 1950 dopo la Seconda guerra mondiale. Lo scopo principale era la difesa civile in caso di guerra. Nel corso dei decenni tale scopo è cambiato; oggi, infatti, il THW interviene come forza di protezione civile in caso di disastri naturali o causati dall'uomo.
La più grande catastrofe a cui ha dovuto far fronte in Germania ha avuto luogo nell'agosto del 2002, dopo le inondazioni del fiume Elba nella Germania orientale. Alle operazioni di soccorso in quell'occasione hanno partecipato circa 24.000 operatori.
All'estero invece operò nel 2000, in Francia, quando forti tempeste distrussero linee elettriche e rovesciarono molti alberi sulle strade, bloccandole. L'aiuto principale consistette nella fornitura di energia elettrica per ospedali ed altri importanti strutture, e la ricostruzione delle linee elettriche.
L'organizzazione ha preso parte a molte altre azioni di soccorso all'estero.

## Struttura
Il THW è stazionato in Germania con 669 basi locali chiamate Ortsverbände. Per essa lavorano 80.000 persone; la maggior parte di questi sono volontari, mentre circa 800 lavorano a tempo pieno nella gestione dell'organizzazione. Ogni Ortsverband mantiene uno o più Technische Züge (squadre tecniche), ognuno composto da uno Zugtrupp (squadra comando), composto di quattro volontari, due Bergungsgruppen (squadre di soccorso) composto da nove a dodici volontari e da uno a tre Fachgruppen (gruppi specializzati) composto da quattro a diciotto volontari.
La principale unità del THW (circa due su tre) è il Bergungsgruppe (squadra di soccorso e salvataggio), dotato di strumenti pesanti come cesoie idrauliche, motoseghe e martelli pneumatici.
I Fachgruppen (squadre specializzate) includono, fra l'altro:
- Infrastruktur (infrastrutture),
- Räumen (rimozione detriti),
- Sprengen (esplosivi),
- Elektroversorgung (gruppi elettrogeni),
- Beleuchtung (illuminazione),
- Wasserschaden / Pumpen (danni dell'acqua / pompaggio),
- Wassergefahren (pericoli dell'acqua),
- Logistik (logistica),
- Ölschaden (inquinamento da petrolio),
- Brückenbau (costruzione di ponti),
- Trinkwasserversorgung (approvvigionamento e trattamento idrico),
- Führung und Kommunikation (unità tecnica di comando, controllo e comunicazioni)
- Ortung (localizzazione di dispersi)

Per le operazioni di soccorso nei paesi stranieri ci sono quattro Schnelleinsatzeinheiten Bergung all'estero o SEEBA (unità di rapido dispiegamento, ricerca e salvataggio) unità in grado di portare a bordo di aerei e cinque Schnelleinsatzeinheiten Wasserversorgung all'estero o SEEWA (rapido dispiegamento di approvvigionamento e trattamento idrico) unità.
In Germania il servizio militare è stato obbligatorio sino al 2011 per i maschi adulti. Invece di unirsi alle Forze Armate per nove mesi a tempo pieno, una delle alternative era quella di entrare in un'organizzazione di volontariato non combattente, nel Katastrophenschutz (protezione civile) o Zivilschutz (difesa civile) per un minimo di sei anni. Il THW è una di quelle organizzazioni, come i pompieri volontari o varie organizzazioni impegnate nel servizio di emergenza medica, tecnica e logistica. Nonostante il servizio di leva non sia più obbligatorio, il THW continua ad avere un organico consistente e ad essere impiegato anche in compiti di prevenzione come ad esempio nel supporto logistico dato alle forze dell'ordine ed ai vigili del fuoco durante il vertice del G-7 in Elmau, Baviera, nel giugno 2022.